# 园艺杀手
《园艺杀手》（英語：Landscapers）是一部真实犯罪迷你剧、黑色喜剧，由艾德·辛克莱编剧，福田知盛导演。它围绕着1998年诺丁汉郡居民威廉和帕特里夏·威彻利的谋杀案的真实事件展开。
本剧讲述了Susan及Christopher Edwards二人独特的爱情故事。两人表面上是一对温文尔雅的英国夫妇，但当两具尸体在诺丁汉一间房子的后院被发现的时候，成为了一项特别调查的焦点。

## 外部連結
- 互联网电影数据库（IMDb）上《园艺杀手》的资料（英文）
- 豆瓣电影上《园艺杀手》的資料 （简体中文）